# Leonid Utiósov
Leonid Ósipovich Utiósov (en ruso: Леони́д О́сипович  Утёсов, a veces transliterado incorrectamente Utesov); cuyo verdadero nombre es Lázar (Leyzer) Vaysbeyn o Weissbein (en ruso: Лазарь (Лейзер) Иосифович Вайсбейн) (21 de marzo de 1895, Odessa - 9 de marzo de 1982, Moscú), fue un famoso cantante de jazz soviético y actor cómico de origen judío, que se convirtió en el primer cantante de música pop en ser galardonado con el prestigioso título de Artista del Pueblo de la URSS en 1965.

## Filmografía
- 1919 - Lieutenant Schmidt - Freedom Fighter (Russian: Лейтенант Шмидт — борец за свободу)
- 1923 - Trade-House "Entente and Co." (Russian: Tорговый дом «Антанта и К»)
- 1926 - Career of Spirka Shpándyr (del ruso: Карьера Спирьки Шпандыря)[1]
- 1934 - Jolly Fellows (Russian: Весёлые ребята) — Kostya Potejin
- 1940 - Concert on the screen (Russian: Концерт на экране)
- 1942 - Concert for the frontlines (Russian: Концерт фронту)
- 1954 - Merry stars (Russian: Весёлые звёзды)
- 1963 - Melodies of Dunayevsky (Russian: Мелодии Дунаевского)